# Sixaxis

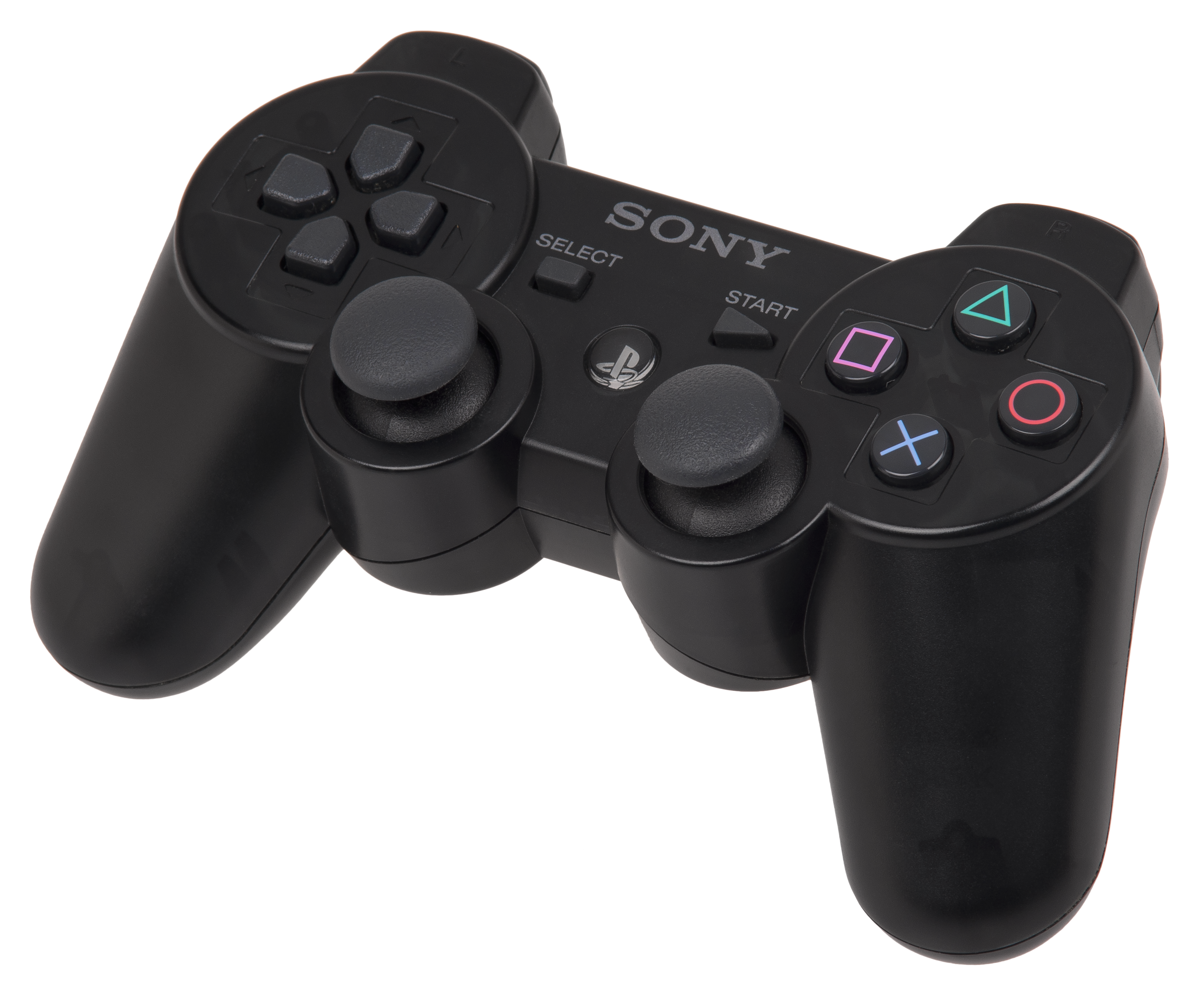

Sixaxis (SIXAXIS)  — це бездротовий геймпад виробництва Sony для своєї гральної консолі PlayStation 3. Він був випущений разом з PlayStation 3 в 2006 році і залишався офіційним контролером консолі до 2008 року, коли Sixaxis було змінено на DualShock 3. Sixaxis також може використовуватися разом з PSP Go через Bluetooth після реєстрації контролера на консолі PlayStation 3.
Головною особливістю Sixaxis є можливість контролера визначати своє положення в просторі, а також трясіння і обертання в трьох площинах, що забезпечує виконання у відеоіграх дій, які не потребують натискання кнопок.

## Розробка

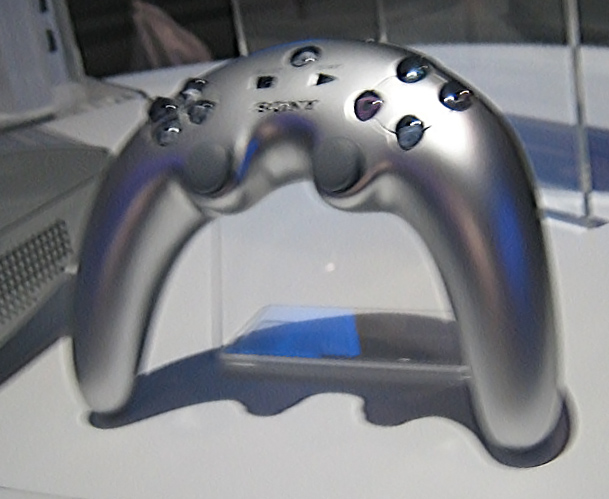
Прототип нового контролера для PlayStation 3, який в підсумку був відкинутий

В 1994 році, з виходом ігрової приставки PlayStation, до неї в комплекті йшли геймпади DualShock, дизайн яких, завдяки ергономічності, майже не змінився впродовж існування трьох поколінь PlayStation.
На виставці електронних розваг E3 в 2005 році був представлений новий ігровий контролер для PlayStation 3 у формі півмісяця (бумеранга). Ергономіка і зовнішній вигляд маніпулятора були неодноразово піддані критиці з боку преси і користувачів. У Березні 2006 року на конференції розробників ігор GDC компанія Sony повідомила, що маніпулятор зазнає значної переробки і редизайну.
Новий контролер вперше був представлений на E3 2006. З вигляду він практично ідентичний попереднім геймпадам — DualShock і DualShock 2 для PlayStation і PlayStation 2 відповідно. 3 жовтня 2006 компанія оголосила назву свого контролера — «Sixaxis», отриману за вбудований шестиосний (англ. 6-axes, six-axes) акселерометр.

## Дизайн і особливості
Геймпад використовує дизайн, подібний на DualShock 2. У Sixaxis замість перемикача «Analog» та його індикатора на передній частині контролера з'явилася кнопка з логотипом PlayStation, аналогічна клавіші «Guide» на контролері Xbox 360. Висота деяких кнопок була збільшена. Тригери «L2» і «R2» отримали регуляцію ступеня натискання. Для аналогових стіків було збільшено максимальний кут відхилення і підвищена чутливість.
Головною особливістю контролера Sixaxis, за яку він і тримав назву, є здатність визначати зміну орієнтації і поступального прискорення по всіх тривимірних осях, забезпечуючи шість ступенів свободи.